# Арзамасова, Марина Александровна
Марина Александровна Арзамасова (бел. Марына Аляксандраўна Арзамасава; род. 17 декабря 1987, Минск), урождённая Котович (бел. Катовіч) — белорусская легкоатлетка, чемпионка мира 2015 года и Европы 2014 года в беге на 800 метров. Лауреат премии «Белорусский спортивный Олимп» (2014), заслуженный мастер спорта Республики Беларусь (2016).

## Карьера
Тренируется под руководством Натальи Духновой, которая привела её к победам на чемпионате мира и Европы.

### Лондон 2012
На Олимпийских играх в Лондоне выступала на 800-метровке. В пятом предварительном забеге Арзамасова заняла 4-е место и не смогла пройти в полуфинал (напрямую выходили три лучшие бегуньи из каждого забега). При этом Марина проиграла всего 0,10 сек победительнице и 0,02 сек занявшей третье место кенийке Чероно Коэч. При этом второе место в забеге заняла россиянка Елена Аржакова, которая в 2013 году была дисквалифицирована, и её результаты в Лондоне были аннулированы.

### Чемпионат Европы 2014
На чемпионате Европы по лёгкой атлетике Марина Арзамасова пробежала два круга за 1.58,15, показав лучший результат Европы в сезоне, опередив британскую и польскую спортсменку.

### Рио 2016
В предварительном забеге на летней олимпиаде в Рио показала результат 1:58.44 в беге на 800 метров. В полуфинальном забеге её время составило 1:58.87. Однако в финальном забеге Арзамасова стала лишь 7-й, пробежав 800 метровую дистанцию за 1:59.10. Первое место заняла Кастер Семеня с результатом 1:55.28, серебро завоевала Франсина Нийонсаба со временем 1:56.49, бронза досталась Маргарет Вамбуи - 1:56.89.